# Мы (телесериал)
«Мы» (латыш. «Mēs?») — документальный сериал 1989 года, состоящий из 5 фильмов, созданный по заказу английского телевидения латышским советским режиссёром Юрисом Подниексом. Серия фильмов повествует о проблемах советского общества периода Перестройки и событиях предшествующих распаду СССР. На английском телевидении фильм шёл под названием «Hello, Do You Hear Us?», на американском, как «Soviets».

## Производство
После всесоюзного и мирового успеха фильма Юриса Подниекса «Легко ли быть молодым?» (1986) к нему обратились английские продюсеры с телекомпании Central Independent TV. Юрису было предложено снять для английского телевидения примерно то же самое, но только о российской молодёжи. За основу сценария было предложено взять новое произведение композитора Алексея Рыбникова «Литургия оглашенных». Сценарий фильма взялся написать Лев Гущин, первый заместитель главного редактора журнала «Огонёк». В свою очередь, Подниекс настоял на том, что англичане не будут вмешиваться в съёмочный процесс и работать он будет только со своей командой, поскольку опасался, что власти будут чинить им препятствия, если в съёмочной группе будут иностранцы.
В городе Переславль-Залесский на развалинах Никитского монастыря было отснято выступление артистов театра «Ленком» с Николаем Караченцовым. После этого несколько месяцев Юрис снимал различную неформальную молодёжь в российской провинции. Тем не менее, фильм не получался. Случайно летом 1987 года Подниекс стал свидетелем акции латышской молодёжи у памятника Свободы в Риге. Тогда молодые люди, одетые в национальные костюмы, пришли к памятнику возложить цветы в память жертв депортации 1941 года и ГУЛАГа. Затем произошла стачка рабочих в Ярославле, а в городе Кириши появилось экологическое движение. Неожиданно с углублением политики Перестройки в советском обществе начали происходить серьёзные изменения, на окраинах СССР вообще начались вооружённые столкновения. Юрис Подниекс начал ездить по всему Союзу, стараясь запечатлеть все эти события. Съёмки фильма сильно затянулись, и его тематика значительно изменилась.
Монтаж фильма проходил в Бирмингеме. Отснятого материала было слишком много и его нельзя было уложить в один телефильм. Подниекс представил продюсерам 10 часов монтажа. Ему было предложено перемонтировать фильм до 5 часов, а чтобы окупить расходы на производство, был привлечён ещё один телеканал — Channel 4. Сериал был показан на английском и американском телевидении. На российском телевидении был показан однажды, уже после смерти Юриса.

«Очень сложно было перевести картину на английский язык. Я всё старался делать на своих языках — узбеки у меня говорили на узбекском, армяне — на армянском, латыши — на латышском, а русские на русском. Я хотел показать им, что мы не Russia, мы — что-то большее. Английский язык в связи с тем, что это имперский язык и у них у самих хвост в дерьме, и масса проблем с Шотландией, Уэльсом, Ольстером, всегда были колонии, — имеет свои особенности. Например, в английском языке нет такого словосочетания „национальное самосознание“. У них национальное существует только как „националистическое“, то есть с негативным оттенком, и даже понятие „нация“ — с душком. И когда в языке нет понятия „душевные муки“, так по-английски просто нельзя сказать, то многое становится невозможным… И это был чуть ли не самый мучительный момент»— Юрис Подниекс, декабрь 1989 года
В 1991 году из фрагментов этого сериала, а также фильма «Крестный путь», с добавлением хроники путча 1991 года, Юрисом был создан 52-минутный фильм «Крушение Империи».

## Сюжет

### 1 серия
Композитор Алексей Рыбников записывает оперу «Литургия оглашенных».
Беспорядки в Ферганской долине в 1989 году.
Землетрясение в Армении.
Стачка рабочих на Ярославском моторном заводе.
Авария на Чернобыльской АЭС. Город Припять в 1988 году. Последние съёмки внутри 4-го блока перед его замуровыванием. Зона отчуждения.

### 2 серия
1000-летие крещения Руси.
Андрей Сахаров возвращается из ссылки.
Проблема прибалтийских республик.
Антисоветский митинг памяти жертв депортации 1941 года в Риге в 1987 году.
Конфликт в Нагорном Карабахе в 1988 году.

### 3 серия
Воины-интернационалисты на день ВДВ в Ленинграде в 1988 году.
Война в Афганистане и вывод войск.
Перформанс поклонников Михаила Булгакова.
Лагерь хиппи в лесах Латвии.
Общество «Память».
Байкеры.
Митинги демократических движений в Москве.
Группа «Алиса» исполняет песню «Моё поколение».

### 4 серия
Самосожжение женщин в среднеазиатских республиках.
Экологическое движение против вредных производств биохимического завода в городе Кириши.
Интервью с Борисом Ельциным.
XIX партконференция.

### 5 серия
Латвия в 1989 году, Народный фронт и Интерфронт. Армения в 1988 и 1989 годах, Нагорный Карабах и Сумгаит. Разгон митинга в Тбилиси в 1989 году.

## Съёмочная группа
- Режиссёр — Юрис Подниекс
- Помощник режиссера — Александр Демченко (приз Большой Кристап)
- Сценарист — Лев Гущин
- Операторы — Гвидо Звайгзне, Юрис Подниекс
- Композитор — Алексей Рыбников
- Звукорежиссёр — Анри Кренбергс
- Монтаж — Антра Цилинска, Стив Баркли
- Продюсеры — Ричард Кризи, Юрис Подниекс

## Призы
- Главный приз Британского Королевского телевизионного общества[1].

## Критика
«„Мы“ — это не просто групповой портрет на фоне вздыбленной страны. Главный мотив фильма — отрыв от насильственного „мы“, привычного со времён пророческого замятинского романа. <…> Эти кадры можно уверенно прописывать как лекарство от ностальгии по советской эпохе»— Олег Ковалов. Новейшая история отечественного кино. 1986-2000. Кино и контекст. Т. V. СПб, Сеанс, 2004

«Монументальное кинотелеполотно, несмотря на ошеломляющее разнообразие драматических событий, имеет легко узнаваемую структуру. Только словно злобный гений подменил неизменно положительные репортажи из отдаленных уголков Родины, вести с полей и из научных лабораторий, рассказы о книжных новинках, портреты передовиков и делегаций с визитами дружбы, вставив на их место страшные свидетельства страданий, насилия и сопротивления. Съёмочная группа Подниекса бороздит просторы Родины, как это делали официальные советские кинохроникёры — „от края и до края“, „с южных гор до северных морей“, и везде вместо картин цветущей мирной жизни обнаруживает следы катастрофы. <…> Формат, с которым в фильме „Мы“ работает Подниекс, генеалогически восходит к вертовскому „кино-глазу“ как принципу документальной кинематографии»— Ирина Сандомирская. От августа к августу: документальное кино как архив похищенных революций